# Malabar (Vulkan)

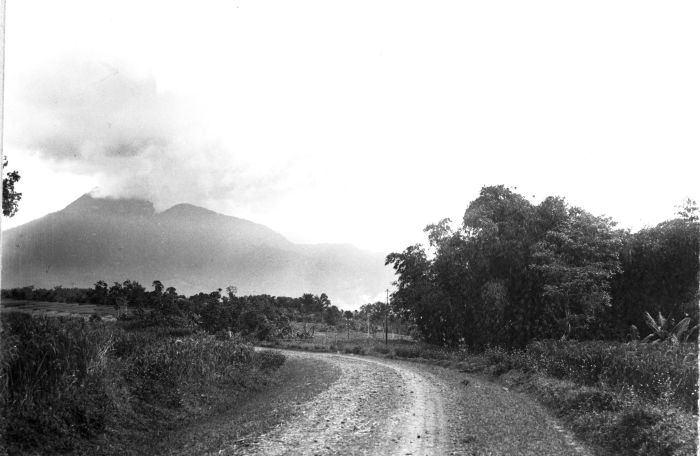
Der Malabar (1923).

Malabar (indonesisch: Gunung Malabar) ist ein 2343 m hoher Schichtvulkan auf der indonesischen Insel Java in der Provinz Westjava südlich der Provinzhauptstadt Bandung.
Am Hang des Vulkans befand sich von 1923 bis 1945 ein gleichnamiger Langwellensender, Radio Malabar, der bis 1942 für die Funkkommunikation zwischen den rund 12.000 km entfernten Niederlanden und dem damaligen Niederländisch-Ostindien diente.